# اولشانی (ناحیه شومپرک)
اولشانی (به چکی: Olšany) یک منطقهٔ مسکونی در جمهوری چک است که در ناحیه شومپرک واقع شده‌است. اولشانی ۶٫۴۷ کیلومتر مربع مساحت و ۱٬۱۲۲ نفر جمعیت دارد و ۳۲۴ متر بالاتر از سطح دریا واقع شده‌است.